# محاثة مغناطيسية
محاثة مغناطيسية هي ظاهرة تحدث نتيجة للحث الكهرومغناطيسي في عنصر ما في دائرة مغناطيسية وهي نسبة بين جهد مغناطيسي إلى تيار مغناطيسي ويمكن الاستفادة من هذه الظاهرة في حفظ الطاقة الكهربائية على هيئة أو داخل المجال المغناطيسي.